# Fabian Raabe

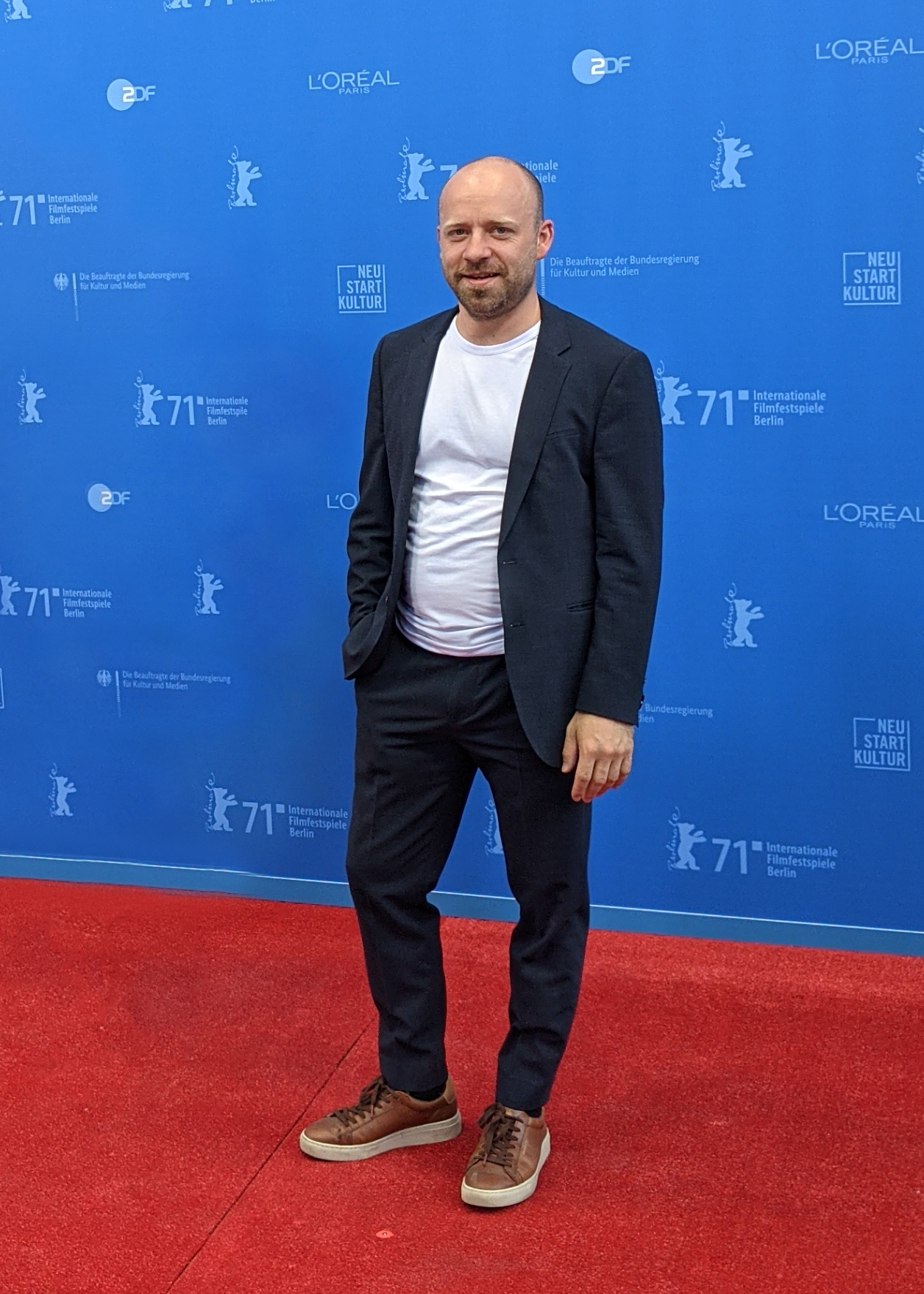
Fabian Raabe, 2021

Fabian Raabe (* August 1989) ist ein deutscher Schauspieler.

## Leben
Fabian Raabe wuchs auf der Nordseeinsel Föhr auf. Sein Interesse am Schauspiel wurde schon früh in seiner Kindheit geweckt. Neben der Theater AG war Raabe als Darsteller in Musicalproduktionen tätig. So stand Raabe bereits 2011 in der Titelrolle Bert mit der Produktion Mary Poppins auf der Bühne. Dies führte ihn unter anderem zu einer Konzertreise in die USA nach Los Angeles. Von 2011 bis 2015 studierte Raabe Schauspiel an der Universität der Künste Berlin. Gastengagements führten ihn bereits während des Studiums ans Hans Otto Theater Potsdam, das Deutsche Theater, an die Schaubühne am Lehniner Platz sowie ans Konzerthaus Berlin. Von 2015 bis 2017 war er festes Ensemblemitglied am Nationaltheater Mannheim. Am Schauspiel Stuttgart übernahm Raabe 2018 die Titelrolle des gestiefelten Katers.
Im Film wirkte Raabe in mehreren Serien- und Fernsehproduktionen mit (ARD, ZDF, Amazon Prime). So war er 2018 neben Meret Becker und Mark Waschke als Polizeikommissar Pit Hafner im Tatort Berlin zu sehen. Und stand in der Regie von Raymond Ley 2021 für die TV NOW Dokufiction Der große Fake - Die Wirecard Story an der Seite von Christoph Maria Herbst und Franz Hartwig vor der Kamera.
Neben seiner Arbeit für Film und Fernsehen ist Raabe als Sprecher u. a. für Deutschlandradio Kultur und RBB Kulturradio tätig. 2016 übernahm Raabe die Hauptrolle des Karlo Kolmar in der Produktion Jenny Jannowitz, sowie 2019 den Felix Holunder in Die besten Sprüche aller Zeiten.
Über seine schauspielerischen Tätigkeiten hinaus ist Raabe als Fotograf im Bereich der Porträt- und Bühnenfotografie tätig. Größere Aufmerksamkeit erlangte er mit seiner Spendenaktion Distance Portraits während der COVID-19-Pandemie. Er beschloss, über die Webcam Kunstschaffende zu fotografieren und "schaffte somit Bilder von berührender Nähe" (FOCUS Magazin April 2020). Der gesamte Erlös der Aktion kam dem Flüchtlingslager Moria in Lesbos zugute.
Fabian Raabe lebt in Berlin und Wyk auf Föhr.

## Filmografie (Auswahl)
- 2015: Das Dorf der Mörder (ZDF, Fernsehfilm)
- 2018: Familie Dr. Kleist (ARD, Fernsehserie)
- 2020: Wir Kinder vom Bahnhof Zoo (Amazon-Prime-Serie)
- 2021: Tatort: Die dritte Haut (ARD / RBB, Fernsehreihe)
- 2021: Der große Fake – Die Wirecard Story (TVNOW, Dokudrama)
- 2021: Ein starkes Team: Verdammt lang her (ZDF, Fernsehreihe)
- 2022: SOKO Wismar: Sicher ist nur der Tod (ZDF, Fernsehreihe)

## Theater (Auswahl)
- 2012 Schaubühne am Lehniner Platz: Fräulein Julie – Regie: Thomas Ostermeier
- 2013 Hans Otto Theater: Jenny Jannowitz – Regie: Jessica Steinke
- 2014 Deutsches Theater (Berlin): Bildstörung – Regie: Rebecca Bussfeld
- 2014 Schauspielhaus (Berlin): Geschichten, Geschichten – Regie: Gabi Nellessen
- 2014 Hans Otto Theater: Gespräch mit einer Stripperin – Regie: Fabian Gerhardt
- 2014 Muffathalle: Tod und Wiederauferstehung der Welt meiner Eltern in mir – Regie: Hermann Schmidt-Rahmer
- 2015 Deutsches Theater (Berlin): Hose, Fahrrad, Frau – Regie: Fabian Gerhardt
- 2015 Haus der Berliner Festspiele: Talking Straight Festival beim Berliner Theatertreffen – Regie: Daniel Cremer
- 2015 Thalia Theater (Hamburg): Société des amis. Tindermatch im Oderbruch – Regie: Jan Koslowski
- 2016 Nationaltheater Mannheim: An und Aus (UA) – Regie: Burkhard C. Kosminski
- 2016 Nationaltheater Mannheim: Dunkel Lockende Welt – Regie: Greta Schmidt
- 2016 Nationaltheater Mannheim: Die Schutzflehenden – Regie: Volker Lösch
- 2016 Nationaltheater Mannheim: Kalami Beach (UA) – Regie: Tarik Goetzke
- 2016 Nationaltheater Mannheim: (Du)Norma (UA) – Regie: Jan Philipp Gloger
- 2017 Nationaltheater Mannheim: Minna von Barnhelm – Regie: Cilli Drexel
- 2017 Nationaltheater Mannheim: Second Exile (UA) – Regie: Oliver Frljić
- 2017 Theaterdiscounter Berlin: Othello - Im not the only one – Regie: Fabian Gerhardt
- 2018 Staatstheater Stuttgart: Der gestiefelte Kater – Regie: Susanne Lietzow
- 2019 Theater Comédie Soleil: Tod eines Handlungsreisenden – Regie: Julian Tyrasa
- 2020 Kosmos Theater (Wien): Sex Smells – Regie: Paula Thielecke
- 2020 Theaterdiscounter Berlin: Mass für Mass – Regie: Fabian Gerhardt
- 2022 Staatstheater Stuttgart: Pigs - Regie: Miriam Tscholl
- 2023 Hans Otto Theater: Nur ein Tag - Regie: Jennifer J. Whigham
- 2023 Nationaltheater Mannheim: Pigs - Regie: Miriam Tscholl
- 2023 Staatstheater Stuttgart: Life can be so nice - Regie: Jessica Glause
- 2024 Theater Plauen-Zwickau: Diener zweier Herren - Regie: Sebastian Wirnitzer

## Preise und Festivaleinladungen
- 2014 Ensemblepreis im Rahmen des 25. Theatertreffen deutschsprachiger Schauspielstudierender für Tod und Wiederauferstehung der Welt meiner Eltern in mir[13]
- 2015 Einladung zum Körber Studio Junge Regie mit Société des amis. Tindermatch im Oderbruch - Regie: Jan Koslowski[14]
- 2015 Einladung zum Fast Forward mit Société des amis. Tindermatch im Oderbruch - Regie: Jan Koslowski[15]
- 2015 Einladung zum Berliner Theatertreffen mit Talking Straight Festival - Regie: Daniel Cremer[16]
- 2017 Einladung zu den Autorentheatertage mit An und Aus - Regie: Burkhard C. Kosminski[17]

## Hörspiel (Auswahl)
- 2015 Deutschlandfunk Kultur: Jonas Jagow – Regie: Michel Decar
- 2015 Rundfunk Berlin-Brandenburg: In meiner Seele dunklem Spiegel – Regie: Ralph Schäfer
- 2015 Westdeutscher Rundfunk: Das Ding im Nebel – Regie: Petra Feldhoff
- 2015 Deutschlandfunk Kultur: Dhvanivalla – Regie: Sandeep Bhagwati
- 2015 Südwestrundfunk: Tagebuch aus Aleppo – Regie: Julia Tieke
- 2016 Deutschlandfunk Kultur: Jenny Jannowitz – Regie: Michel Decar
- 2020 Deutschlandfunk Kultur: Die besten Sprüche aller Zeiten – Regie: Michel Decar
- 2020 Bayerischer Rundfunk: Die Glücklichen und die Traurigen – Regie: Jacob Nolte